# 浦島太郎

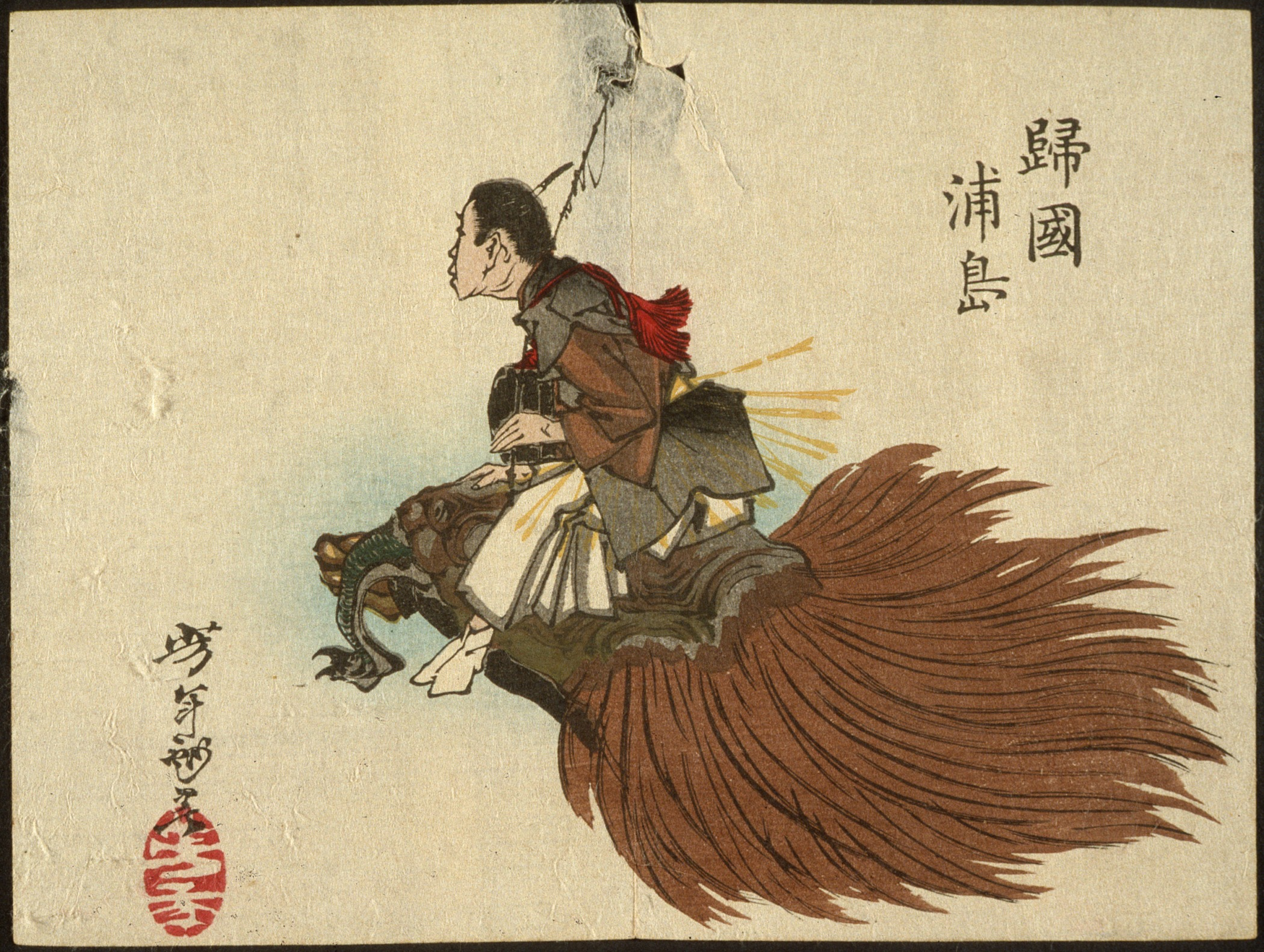
月岡芳年画浦島太郎

浦島太郎（うらしまたろう）は、日本の伽話（おとぎばなし）、およびその伽話内の主人公名。
一般に知られるあらすじでは、亀を助けた報恩として浦島太郎が海中に連れて行かれ、龍宮（竜宮）で乙姫らの饗応を受ける。帰郷しようとした浦島太郎は、「開けてはならない」と念を押されつつ玉手箱を渡される。帰り着いた故郷では、龍宮で過ごしたと感じたより遥かに長い年月が経っており、失意の余り玉手箱を開けてしまった浦島太郎は、年老いた鶴、または人間の年寄りに化するというものである。
浦島子伝説が原話とされ、古くは上代の文献（『日本書紀』『万葉集』『丹後国風土記逸文』）に記述が残る。それらは、名称や設定が異なり、報恩の要素も欠け、行き先は「龍宮」ではなく「蓬萊（とこよのくに）」なので、異郷淹留譚（仙境淹留譚）に分類される。
日本各地には、浦島太郎が居たと伝える伝承や縁起譚があり、浦島の名の出ない類話も存在する。

## 概要
現代において、日本で広く普及する浦島太郎の御伽話は、明治から昭和にかけて読まれた国定教科書版に近い内容である。これは童話作家の巖谷小波が1896年に発表した『日本昔噺』版に、生徒向けに手を加えて短縮したもので、玉手箱を開けて老人化してしまうことで約束を破ると悪いことが起こると伝えようとしたためである。
上代の原話では「浦島子」（浦島子伝説）で、万葉、日本書紀、丹後国風土記に記述がある。異界は龍宮でなく蓬山（蓬萊山）・常世（とこよ）の併称で呼ばれる。
現代版にみられる「竜宮」「乙姫」「玉手箱」などの呼称や、浦島が亀を買いとって助ける設定は、中世の御伽草子に由来するが、版本として知名度が高い御伽文庫版のそれではなく、異本（I類系）に見られる。浦島子伝説では、「蓬萊（とこよのくに）」の名のない女性が「玉匣（たまくしげ）」を渡す。しかし海上の竜宮図を使いながら、文章では海底であるとする江戸時代の戯作（1782年）や、また赤本絵本の模写絵だが、文章では海底とする英訳（1886年）もある
現代版にいたると亀と姫は同一でなくなるが、浦島子伝説・御伽草子では、浦島が釣って逃がした亀は乙姫（蓬莱の女性）の化身である。御伽文庫では、最後に浦島も死ぬ代わりに鶴に変身する。

## 普及版

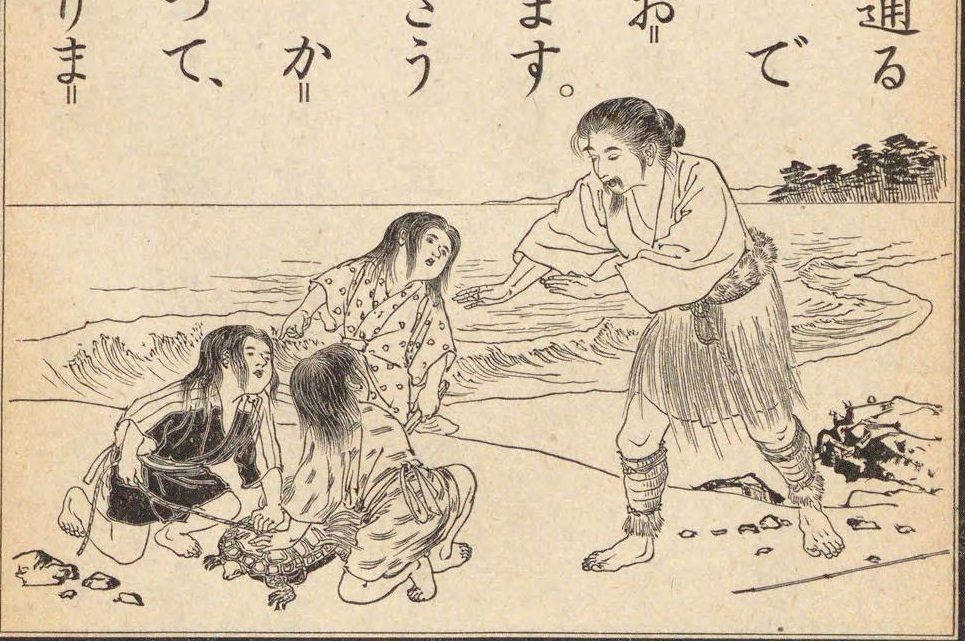
浦島太郎が浜辺で亀を「おもちゃにしている」子供らに遭遇―第三期国定教科書、『尋常小学国語読本』(1928)

現在一般的に普及しているストーリーは、教科書を通じて広く国民に知れわたったもので、概ね以下のような内容である。
浦島太郎という人（あるいは漁師）は、浜で子供達が亀をいじめているところに遭遇。その亀を買いとって保護し、海に放してやる（太郎は子供達をわざとつついて「お前たちは亀に同じことをしたんだぞ？」と叱る場合もある。）。2、3日後、亀が現れ、礼として太郎を背に乗せ、海中の竜宮に連れて行く。竜宮では乙姫が太郎を歓待。しばらくして太郎が帰る意思を伝えると、乙姫は「決して蓋を開けてはならない」としつつ玉手箱を渡す。太郎が亀に乗って元の浜に帰ると、地上では700年もの年月が経過していて、太郎が知っている人は誰一人いない。太郎が忠告を忘れて玉手箱を開けると、中から白い煙が発生し、太郎は実年齢の白髪で皺だらけの老人の姿に変化する。（尋常小学国語読本、巻3）。
経緯
上のあらすじは、特に広く親しまれた教科書だと評価される第3期国定教科書第3巻「うらしま太郎」から取った。この教科書は別名『尋常小学国語読本』、通称『ハナハト読本』という。大正～昭和の1918-1932年に使用された。
明治時代には、その元となった第2期国定教科書所収「ウラシマノハナシ」が登場している。このいわゆる「国民童話」版は、明治政府が教科書向きに書き換えたものであるが、童話作家の巌谷小波著『日本昔噺』所収の「浦島太郎」に若干の手を加えて短縮したものだと目されている。
竜宮城に行ってからの浦島太郎の行状は、子供に伝えるにふさわしくない「結婚生活」の内容が含まれているので、童話においてはこの部分は改変（もしくは省略）された。
いじめていた子供達の態度も、映像作品や出版社によって異なる（太郎に叱られて蜘蛛の子を散らすように逃げ去る、亀に進んで謝罪したうえで優しく海に放すなど）。

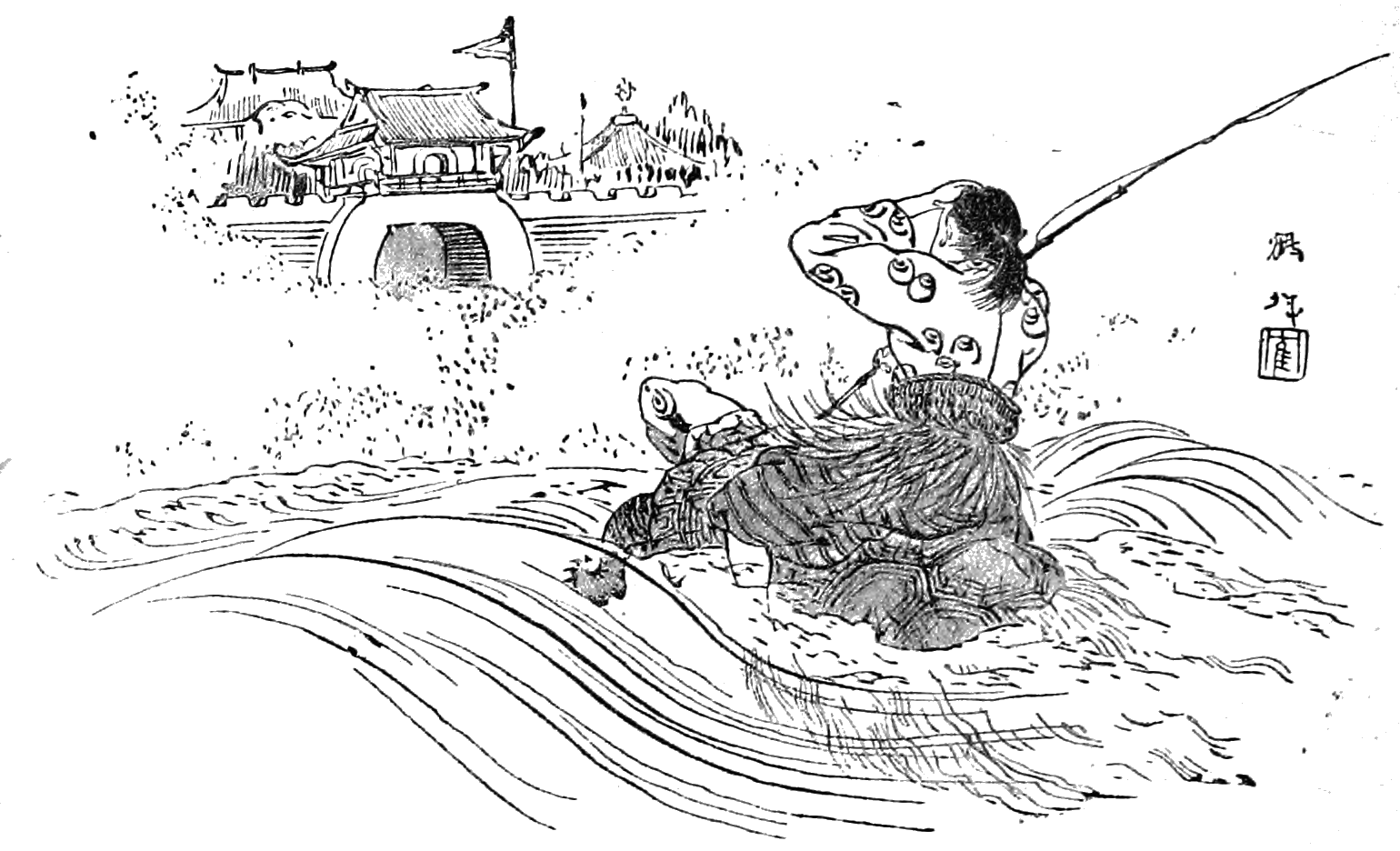
The Japanese Fairy Book (1908)より
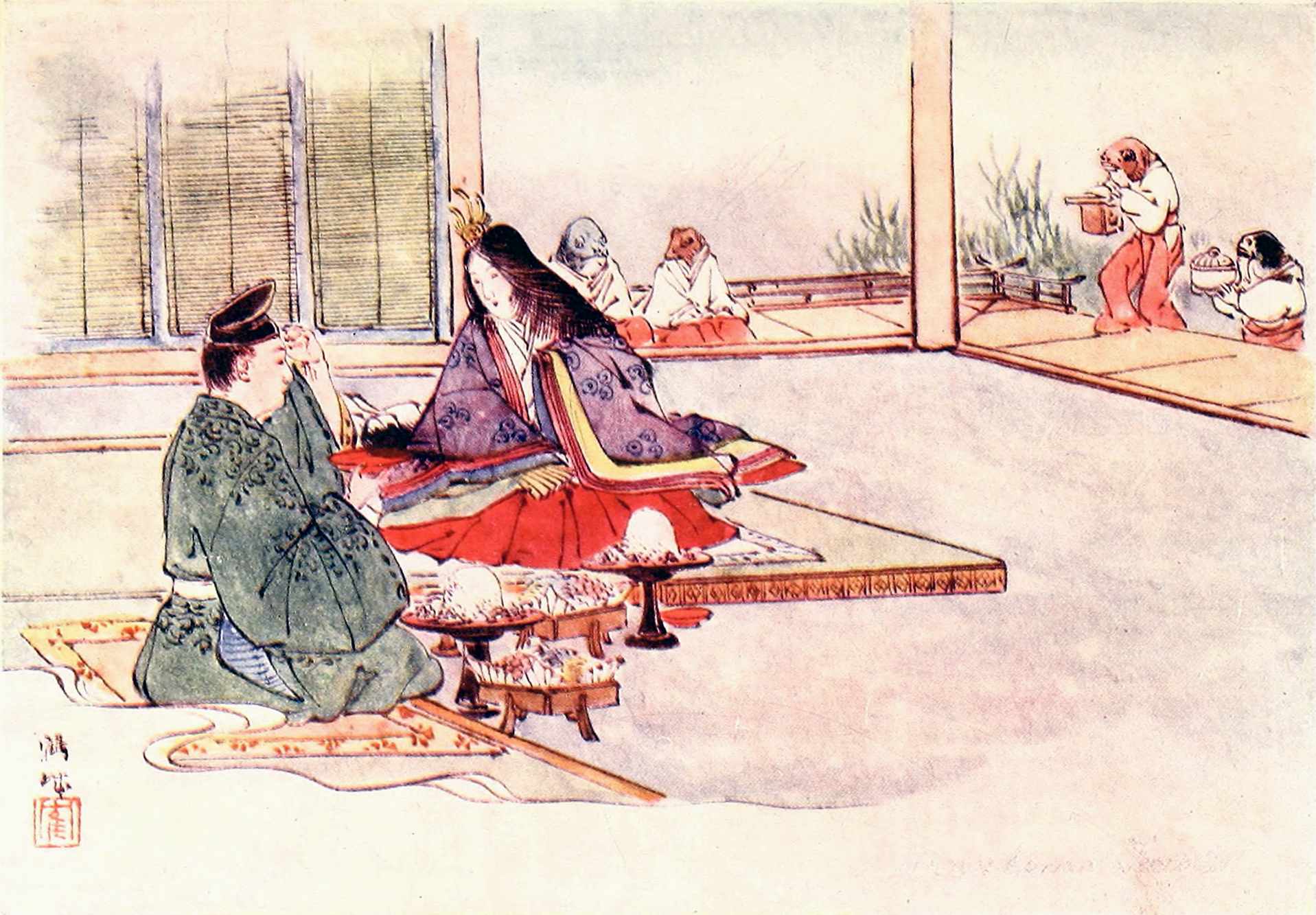
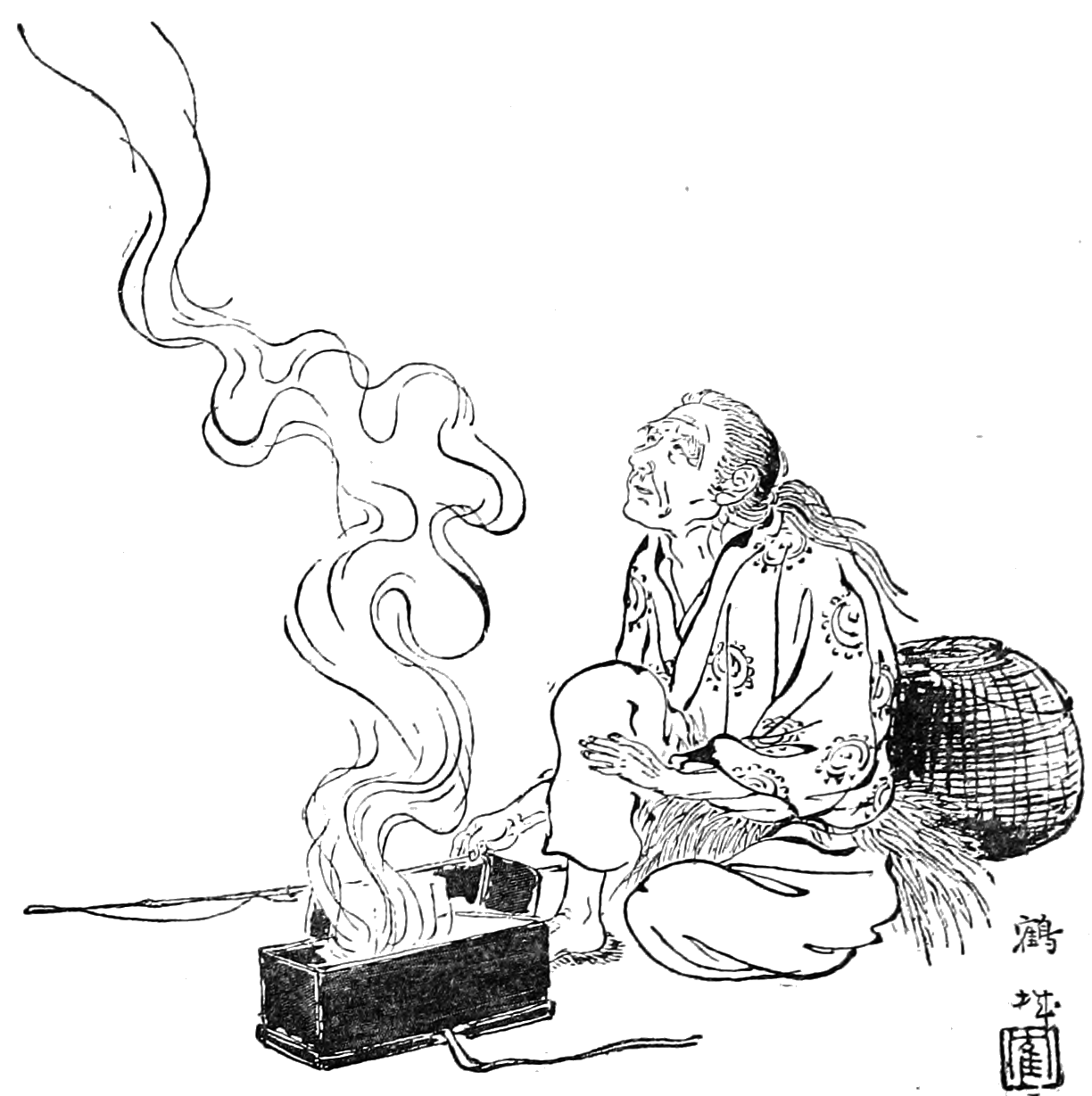

| - The Japanese Fairy Book (1908)より |

### 唱歌
文部省唱歌「浦島太郎」には、次の二つがある。
- 1900年の『幼年唱歌』に掲載された「うらしまたろう」（作詞・石原和三郎、作曲・田村虎蔵[注 7]）
- 1911年の『尋常小学唱歌』（第二学年第10曲）に掲載された「浦島太郎」（作詞・乙骨三郎、作曲・三宅延齢[14][注 8]）

## 変遷
浦島説話は、おおまかに古代（上代～鎌倉時代）、中世（絵巻、奈良絵本、御伽草紙）、近代の系統に分類される。
古代においては「浦島子」が、亀に身をやつした異郷の姫に出会い、夫婦になる縁といわれ、異郷にいざなわれる展開である。"神女のおしかけ女房的な話"などと形容される。異郷で3年暮らして望郷の念にかられるが、陸の世界に戻ると300年がたっており、開けるなと禁じられた箱を開けると体が消滅してしまうというのは、ほぼ近代版どおりである。
名称は時代によってことなり、異郷は蓬山・常世（→竜宮城）、人物は浦島子（→浦島）、亀比女（→乙姫）、箱は玉匣（→玉手箱）のように変遷する。
亀を漁師の浦島が助けてやるという発端は、中世（御伽草紙）にくわわるが、亀はすなわち竜宮の姫のままであり、自分が救われた理由で夫婦になる。動物報恩譚の様相をとるともされる。
古代・中世とも浦島と姫は船で異郷にたどりつく。しかし江戸時代、浦島が亀の上に乗って竜宮に行き来するのが図像化される。その嚆矢は17世紀末（元禄時代）頃とも18世紀半ばともされる。亀に乗る浦島図は、多くの草双紙などに描かれようになったが、相変わらず竜宮が波上に描かれるのも一般的であった。明治の赤本絵本（1880年代）や月岡芳年の「漫画」（1886年）では、海上の楼閣に見えるが、詳述がない。
既述の比較論文では、近代版の標準テキストとしては大正期の絵本と、昭和期の教科書（読本）であり、これらでは竜宮ははっきりと海中にもぐって到達する場所とされる。
近代版における、乗物と化した亀はもはや姫の化身ではなくなり、亀は姫の"眷族"と呼ばれる。姫その下僕を救われた恩返しに、蛸や魚などの踊り子にも命じて、浦島をもてなすが、夫婦にはならない。助けられた亀についても、報恩譚が成立するといえなくもないが、単に交通手段として浦島を送り迎えするだけの恩返しにとどまるのである。

## その他の近代版

### 明治期の赤本
明治期の近代赤本として『浦嶋物がたり』（明治13/1880年）、『浦島弌代記』（一代記）」（1883年）、『浦島物がたり』」（1885年）が挙げられる。

### 明治・大正期の活版本
『田村将軍一代記・小野篁一代記・浦島太郎一代記』（銀花堂、明治22/1889年）は活版印刷されており、この明治20年代頃が木版本から活版本への過渡期とみなされる
また森林太郎（森鷗外）ら四名の編纂による『標準於伽文庫』（大正9/1920-1921年）があり、近代版の代表例のひとつとして某論文でつかわれる。

### 関敬吾撰
関敬吾編『日本の昔ばなし』（岩波文庫）に所収される、香川県仲多度郡で採集された話がある。これは「北前の大浦」を舞台とする。漁師の浦島太郎は、いかだ船で釣りに出かけるが亀が何度もかかるばかりで、その都度放してやる。釣果はなしに帰途につくと、渡海舟がやってきて、乙姫のいる海中の竜宮界に連れて行かれる。結末は御伽草子と同様だが、玉手箱が三段重ねで、一段目には鶴の羽があり、二段目で白煙があがって老人となり、三段目に鏡が出て浦島太郎が自分の変わり果てようを目にすると、鶴の羽が触れて鳥の姿になって飛び回る。その浦島をみようと、乙姫が亀に変身して浜にあがってくる。この話は英訳もされている。

### 英訳
明治期にはいくつかの英訳やドイツ訳がなされている。
バジル・ホール・チェンバレン英訳The Fisher-Boy Urashima（1886年）は、『日本昔噺』（ちりめん本）シリーズの一篇として長谷川武次郎により刊行された（挿絵は無銘だが小林永濯の作とされる）。チェンバレン訳は、記紀・丹後国風土記・万葉集など古典の設定を取り入れた混成話であり、龍宮は海中でなく海を遠く隔た離島にあるとし、二人して船を漕いで到達する設定になっている。
1897年にはラフカディオ・ハーンの「夏の日の夢」（『東の国から Out of the East』所収）によっても紹介されている。

## 考察
近代版の浦島太郎には、善行を行えば報われるという、「仏教的な因果応報思想」が意図的に盛り込まれるとの解説がある。近代版には、亀が「おれいに竜宮へおつれしましょう」と語っているので、報恩の意志ははっきりしている。
しかし、近代版では理不尽にも浦島の結末は短く竜宮で楽しんだ後は老人となってしまう。結果的に自身が不幸に陥ることになるので、報恩といえるかどうか、疑問視もされ、「アンチ報恩譚」とのレッテルを張る論文すらある。お伽噺として理不尽で不合理な教訓をもたらすことになっているのではないかというものだ。また古い浦島子伝説では報恩の要素は見いだせないとされる。
中世（『御伽草子』、後述）の場合は、主人公が単に老化してあるいは死んで終わるのではなく、鶴と化して「めでたき」結末となっているので、より報恩譚として成立する。これについては逆に、亀の放生を行った程度で容易に無限の宝を得られるでは釣り合わない、との批判がみられる。鶴になる結末は何を伝えたいのかわからないとの向きもある。もっとも鶴と亀は長寿の象徴でもあるので、短命の人間から姿が変じたことは吉兆である可能性もある。
精神分析学の岸田秀は、浦島が亀に乗って入る、時の流れのない楽園である竜宮城を、抑圧も欲望の不満もない子宮のメタファーとし、軽率に竜宮城を出た浦島が玉手箱を開けることで時間の中に組み込まれる物語は、性的欲望に仮託した子宮復帰願望の物語であり、何の不安もなかった幼い日々を失った嘆きの物語と解釈した。

### 竜宮
常世の女性が、ワタツミ（海神）の娘だということが付記されるのは、『万葉集』の長歌に詠まれる浦島子伝説においてである。
このワタツミを竜神や竜王と同一視できるかについては、浦島子伝説は既に中国の唐代に流行していた竜生九子伝説の影響を受けていたもので、すなわち奈良時代の浦島子伝説でも、亀姫は竜王の姫だったという解釈がある。また唐の『竜女伝』を元の素材として、亀姫は東海竜王の娘の竜女であるとする、より具体性のある見解を藤沢衛彦は打ち出している。
しかし仮説になりたった解釈を抜きにすれば、『御伽草子』において初めて、異郷が明確に「竜宮」となり、その異郷の女性が「乙姫」という名の竜王の娘として登場する。この竜王が竜族かを問えば、柳田国男によれば「日本の昔話の竜宮には竜はいない」とされる。

## 御伽草子
「浦島太郎」として伝わる話の型が定まったのは、室町時代に成立した短編物語『御伽草子』による。その後は良く知られた昔話として様々な媒体で流通することになる。亀の恩返し（報恩）と言うモチーフを取るようになったのも『御伽草子』以降のことで、乙姫、竜宮城、玉手箱が登場するのも中世であり、『御伽草子』の出現は浦島物語にとって大きな変換点であった。
「御伽草子」の稿本といえば、普通「御伽文庫」版を指すことが慣習的となっている。こちらは江戸時代に版本にされて多くの部数が普及したからである。

### 御伽文庫
御伽文庫の稿本の原文は、「昔丹後の國に浦島といふもの侍りしに、其の子に浦島太郎と申して、年のよはひ二十四五の男ありけり」と始まる。
丹後の国に浦島という者がおり、その息子で、浦島太郎という、年の頃24、5の男がいた。太郎は漁師をして両親を養っていたが、ある日「ゑじまが磯」というところで亀を釣りあげ、「亀は万年と言うのにここで殺してしまうのはかわいそうだ。恩を忘れるなよ」と逃がしてやった。数日後、一人の女人が舟で浜に辿り着き、漂着したと称して、なんとか本国に連れ帰してくれと請願する。実はこれは逃がしてもらった亀の化身であった。二人が舟で龍宮城に到着すると、女性は太郎と夫婦になろうと言い出す。龍宮城は、東西南北の戸を開けると四季の草木と眺めがみえるように作られていた。ここで共に三年暮す頃、太郎は残してきた両親が心配になり帰りたいと申し出た。姫は自分が助けられた亀であったことを明かし、開けることを禁じたうえで「かたみの筥（はこ）」（または「箱」、挿入歌では「玉手箱あけて悔しき」と詠まれる）を手渡した。太郎は元の浜に着き、老人に浦島（太郎の父）の行方を尋ねるが、それは七百年も昔の人で、近くにある古い塚がその墓だと教えられる。龍宮城の三年の間に、地上では七百年もの年月が経っていたのであった。絶望した太郎が箱を開けると、三筋の紫の雲が立ち昇り、太郎はたちまち老人になった。太郎は鶴になり蓬萊山へ向かって飛び去った。同時に乙姫も亀になって蓬莱山へ向かった。丹後では太郎と乙姫は夫婦の明神となって祀られた。
一説に、ここから「亀は万年の齢を経、鶴は千代をや重ぬらん」と謡う能楽『鶴亀』などに受け継がれ、さらに、鶴亀を縁起物とする習俗がひろがったとする。
『御伽草子』では竜宮城は海中ではなく、島か大陸にあるように描写され、絵巻や絵本の挿絵もそうなっている。春の庭、夏の庭、秋の庭、冬の庭の話はメインストーリーの付け足し程度に書かれている。

### 異本と系統

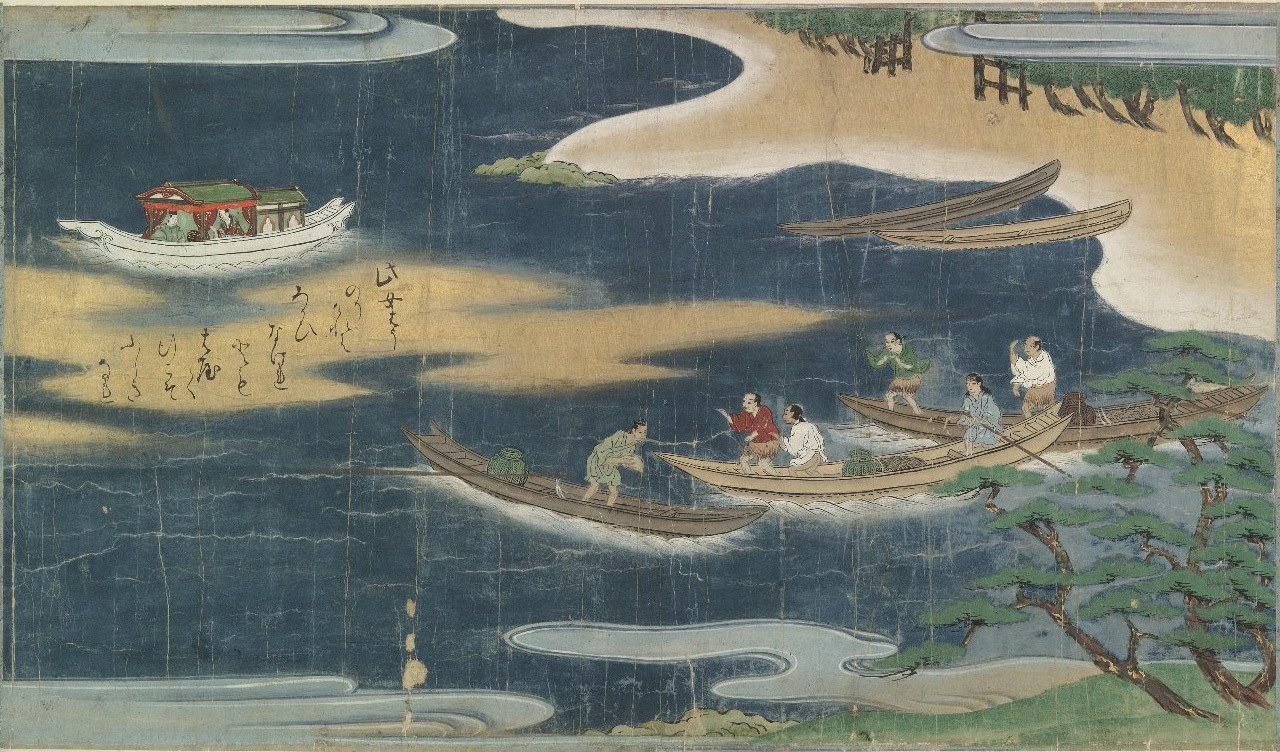
亀を助ける浦島太郎。―オックスフォード大学ボドリアン図書館所蔵の絵巻より、16世紀末～17世紀初。

浦島太郎の御伽草子の諸本は、実際には50種以上存在する。それらをテキストの類似性で分類すると、おおよそ4つの系統に分かれる。御伽文庫は、IV類系統に該当する。

### 近代版に近い系統
「御伽文庫」版は御伽草子の定番だが、現代の「浦島太郎」のおとぎ話とは、筋書きや名称のうえで違いが多い。御伽文庫では、太郎は亀を買いとることはせず、背中にも乗らない。
I類系統の本が、現代版により近く、浦島太郎が宝を渡して亀を買い取る要素が含まれている。また、相手の女性を無名とせず、「乙姫」（「亀の乙姫」）と特定するものが含まれる。また本文でも「玉手箱」という言葉が使われる。
オックスフォード大学ボドリアン図書館所蔵の絵巻もI類に所属する。
林晃平は、I類を性格づける要素として、1) 亀の買い取り 2) 迎えの舟 3) 四季の間に郷愁をなだめる効果、4) 村人が長寿を認めて荼毘に付す（修行僧の役割）、5) 玉手箱の煙が蓬莱に到達し、乙姫が悲しむ、の五つを挙げている。

## 浦島子伝説

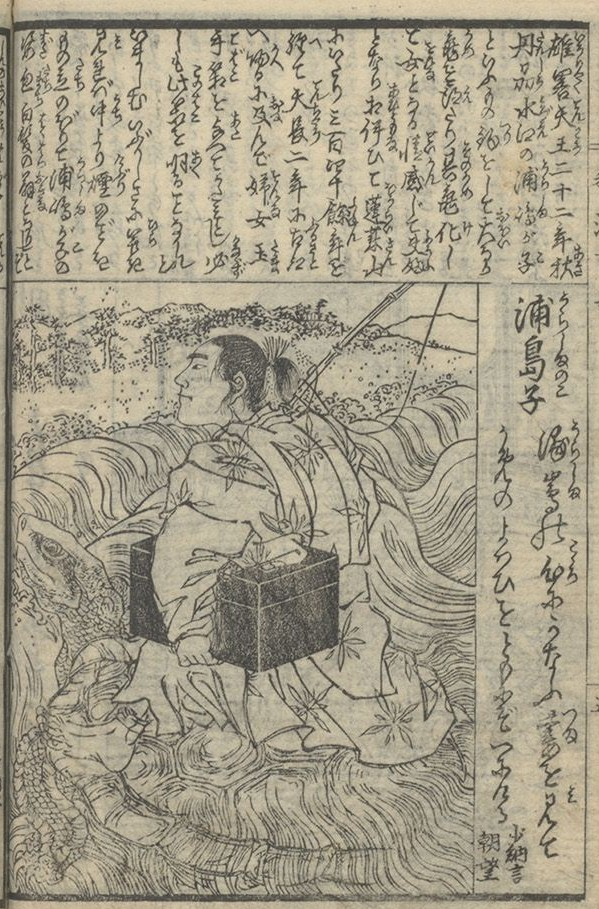
浦島子―歌川貞秀『和漢百人一首』

「浦島太郎」という名前は中世の物語から登場し、それ以前の文献では「浦島子」の伝説として記録される。この浦島子にはモデルが実在しており、複数の史書にその名が見える。浦島子は日下部首の先祖であるとされる。
浦島子の伝説は、上代の文献である『丹後国風土記逸文』『日本書紀』や『万葉集』巻九にあり、成立年代は近いとされるが、順序については異説がある。
浦島子が誘われる場所は蓬萊（とこよのくに）なので、これら伝説は異郷淹留譚（仙境淹留譚）に分類される。
蓬萊山は、中国における不老不死の理想郷で、道教の中核にある神仙思想の産物である。浦島子伝説には、こうした神仙思想的（道教的）要素が見いだせる。ただそのことについては、現地の伝説を取材したが原作者の漢籍癖が出たためとも、唐伝来の話の翻案であるから、とも論じられる。

### 丹後国風土記逸文
8世紀に成立した『丹後国風土記』（現在は逸文のみが残存）にある「筒川嶼子」「水江浦嶼子」は、浦島太郎の物語の原型と解されている。ほぼ同時代の『日本書紀』『万葉集』にも記述が見られるが、『丹後国風土記』逸文が内容的に一番詳しい。
内容は次の通り：
冒頭は「與謝郡日置里、この里に筒川村あり」とし、その村の筒川嶼子（つつかわのしまこ）は、容姿と風流が際立ち、別名「水江浦嶼子」といい、日下部首（くさかべのおびと）の先祖だとしている。
長谷（はつせ）の朝倉宮の御世、つまり雄略天皇の時代。嶼子（島子）が一人船で海に出るが、3日間魚は釣れず、五色の亀が取れる。船で寝入る間に亀は美女の姿に変わっている。いきなり現れた女性の素性を訪ねると、「天上の仙(ひじり)の家」の者だとの返答。島子と語らいたくなってやって来たという。舟を漕いで女性の住む「蓬山」を訪れるが、海上の島であった。門に立つと、7人の童子、ついで8人の童子に「亀比売（かめひめ）の夫がいらした」と出迎えられるが、これらは昴七星と畢星の星団であった。浦島は饗宴を受け、女性と男女の契りを交わす。
三年がたち、島子に里心がつくと、女性は悲しむが、彼女との再会を望むなら決して開けてはならない玉匣（たまくしげ）（箱）を授けて送りだす。郷里を訪ねると家族の消息は得られず、水江の浦の島子という人が300年前に失踪したと伝わる、と教えられる。約束を忘れて箱を開けると、何か美しい姿が雲をともない天上に飛び去って行った。そこで島子は女性と再会できなくなったことを悟るのである。
しかし、何らかの力で二人は歌を詠みかわすことができ、3首が万葉仮名で引用されている。後世より贈られたという2首も引かれているが、これら贈答歌は、『丹後国風土記』より後の時代に追加されたとの説がある。

#### 伊余部馬養の作という説
『丹後国風土記』逸文は、収録された話は、連（むらじ）の伊豫部馬養（いよべのうまかい）という人物が書いた記録と突き合わせても差異がなかったとしている。すなわち馬養が丹波の国宰だった頃の文章は風土記以前に成立しており、馬養が浦島伝説の最初の筆者であるとの説がある。
馬養は7世紀後半の学者官僚で『律令』選定、史書編纂に係わって皇太子学士を勤め、『懐風藻』に神仙思想を基にした漢詩を残す当代一級の知識人であった。そのことを踏まえても、馬養の著作の源が日本の伝承だったのか、中国の説話なのか疑問が残る。現地に元々あった伝承を採集しそれを中国の神仙譚風に編集、脚色したという見解と、中国の類話の舞台を丹波/丹後に移して翻案した作品との見解とで対立している。

#### 三浦の解釈
三浦佑之の論旨に従えば、『丹後国風土記』を基にして解釈すれば、主人公は風流な男である浦島子と、神仙世界の美女であり、その二人の恋が官能的に描かれて異界（蓬莱山）と人間界との3年対300年という時間観念を鮮明に持つ。その語り口は、古代にあっては非常に真新しい思想と表現であり、神婚神話や海幸山幸神話などとはまったく異質であり、結末が老や死ではなく肉体が地上から消え去るという神仙的な尸解譚になっているのもそのためである。

### 日本書紀
浦島太郎（浦嶋子）の記述は、『日本書紀』「雄略紀」の雄略天皇22年（478年）秋7月の条に見える。こちらは事件の日付だとして具体的な年・月付で記されるわけで、次のような内容である:
丹波国餘社郡（現・京都府与謝郡）の住人である浦嶋子は舟に乗って釣りに出たが、捕らえたのは大亀だった。するとこの大亀はたちまち女人に化け、浦嶋子は女人亀に感じるところあってこれを妻としてしまう。そして二人は海中に入って蓬萊山（とこよのくに）へ赴き、遍歴して仙人たち(仙衆（ひじり）)に会ってまわった。

### 万葉集巻九
8世紀半ば以降に成立した『万葉集』巻九の高橋虫麻呂作の長歌（歌番号1740）に「詠水江浦嶋子一首」として、浦島太郎の原型というべき以下の内容が歌われている。「春日之 霞時尓 墨吉之 岸尓出居而（春の日の 霞める時に 住吉の["すみのえ"の] 岸に出で居て）..」という読み手の現実に始まり、そこから連想される浦島の故事に触れる。大意は次のようなものである：
水の江の浦島の子が7日も帰らず鯛や鰹を釣りをしていると、海境（うなさか）を超えて漕いでいて行き交った海神（わたつみ）の娘と語り合うようになり、そして結婚する。常世にある海神の宮で暮らすこととなったが、愚かな男は里帰りを言い出す。妻は、この常世の国に戻りたいと願うなら決してこれを開くなと、篋（くしげ）を手渡す。
水江に帰ってみると、家を出てから3年しかたっていないと思っていたのにその家は跡形も無い。箱を開ければ元の家などが戻ると思い開けたところ白い雲がたなびいて常世にむかい、うろたえて叫び、地団太を踏むと、気絶した。浦島の子は皺だらけの白髪の老人の様になり、ついには息絶えてしまった。
詠み手が長歌で「水江の浦島子の家」の跡が見えると締めくくっている。その舞台の「墨吉」は「すみのえ」と仮名振りされており、従来は丹後地方の網野町に比定されていたが、武田祐吉が摂津国住吉郡墨江村であると提唱した。澤瀉久孝『萬葉集注繹』では、虫麻呂はおそらく摂津の住吉にいたのだろうが、浦島伝説の舞台をここに移し変えて「創作」したのだとしている。
異郷淹留の場所がワタツミの神の国となり、仙女がその海神の娘になっているのは、この萬葉歌での加筆部分であるが、これもおそらく虫麻呂の創作であろうと考えられている。

### 平安以降
平安時代以降も漢文伝として書き継がれてきた：
- 10世紀初頭：『続浦島子伝記』[118]
- 11世紀後半：「浦島子伝」（『本朝神仙伝』 所収）[119]
- 11世紀末：「浦島子伝」（『扶桑略記』 所収）[120]
- 13世紀初期：「浦島子伝」（『古事談』 所収）[120] など[要検証 – ノート]。

12世紀以降になると、『俊頼髄脳』をはじめ『奥儀抄』、『和歌童蒙抄』など歌論書に浦島物語が仮名書きで写され、宮廷や貴族達の、より幅広い層に浦島物語が広く浸透した。
中世になると、『御伽草子』の「浦島太郎」をはじめ絵巻・能・狂言の題材になり、読者・観客を得て大衆化していき、江戸時代に受け継がれた。

## 地域伝承

### 長崎県壱岐に伝わる話
長崎県壱岐郡にあった郷ノ浦町（ごうのうらちょう）の華光寺にある古い書には、渡良半島の嫦娥島（じょうがじま）を竜宮城と記してある。

### 神奈川県横浜市神奈川区に伝わる話

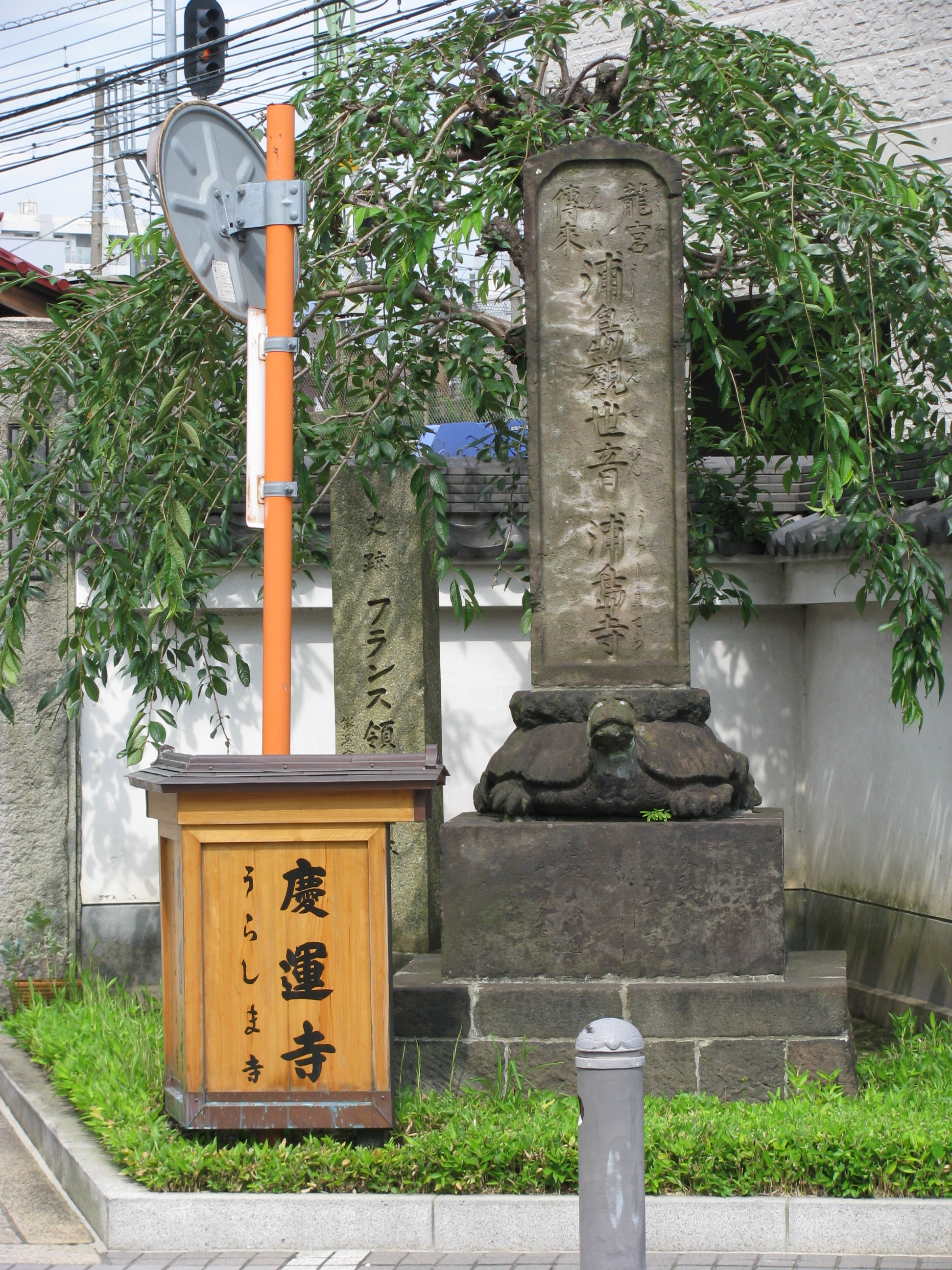
慶運寺「龍宮傳来浦島観世音浦島寺」石碑。観福寺に旧蔵。

神奈川県にある通称「浦島寺」と結びつく伝説は次のようなものである：
昔、相模国三浦に浦島太夫とよばれる人がおり、彼は仕事のため丹後国に赴任していた。その息子である太郎は、亀が浜辺で子供達にいじめられているところに出会う。（全国版と同じなので中略）竜宮の乙姫から授かった玉手箱と観音像を持って太郎が丹後に帰ると、そこに両親のゆかりの跡はなく、太郎は両親の墓は武蔵国白幡（現・横浜市神奈川区の東部）にあると聞かされる。
老人となった太郎は、白幡の峰に行き、両親の墓を探したが、なかなか見つけられない。それを見かねた乙姫は、松枝に明かりを照らして場所を示した。やっとのことで墓を見つけた太郎はその地に庵を結び、観音像を安置した。太郎の死後、その庵は観福寺（浦島院観福寿寺）となった。
観福寺は、江戸末期の神奈川宿火災で焼失して廃寺となるが、明治5年（1872年）に石井直方（神奈川本陣）が、神奈川区の慶運寺に一宇を増築させて併合させた。聖観世音菩薩像は残り、こちらに安置されている。この聖観世音菩薩像と、慶運寺および同区内の蓮法寺が所有する塔・碑は、「浦島太郎伝説関係資料」として横浜市登録の地域有形民俗文化財となっている。

### 長野県木曽の浦島伝説

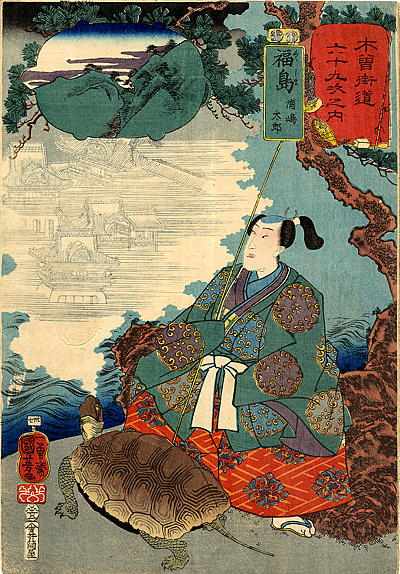
歌川国芳画、「福島宿」

長野県木曽の山中に、浦島太郎がここに住んでいたという伝説が、室町後期から江戸時代の頃に成立している。
創作であるが、古浄瑠璃『浦嶋太郎』では、舞台を上松の宿場の界隈として、浦島太郎の民話を作り変えている。すなわち信濃国に住む子宝に恵まれない夫婦が戸隠明神に祈願して授かったのが主人公の浦嶋太郎とする。その相手も、もとは「うんのの将監」の娘の「玉より姫」で、浦嶋と恋仲になるが現世では添い遂げられず、伊奈川（木曽川の支流）に身投げするが、超自然的な女性に生まれ変わる。彼女は亀に案内され、竜宮界の館のきんなら王に仕える「とうなんくわ女」となるのである。拝領した「うろこの衣」は、これを脱げば亀の姿から人間に戻るという霊物だった。姫は亀の姿となって伊奈川にいるところを浦嶋太郎に釣られ、再会を果たす。浦島は姫の船に乗り、竜宮へ案内される。

### 香川県三豊市詫間町の浦島伝説

#### 由来の地名など

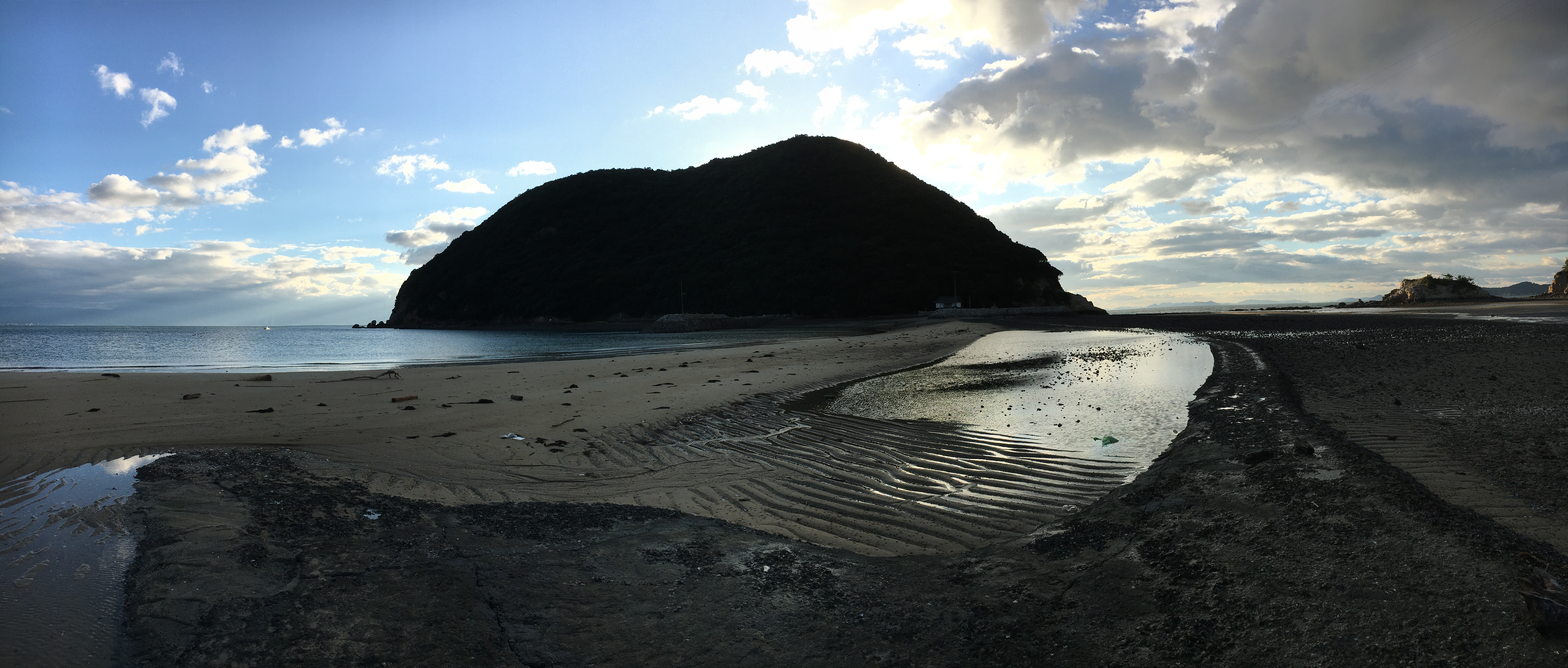
香川県三豊市詫間町の丸山島。干潮時には地続きになる。浦島神社、竜王宮という祠がある

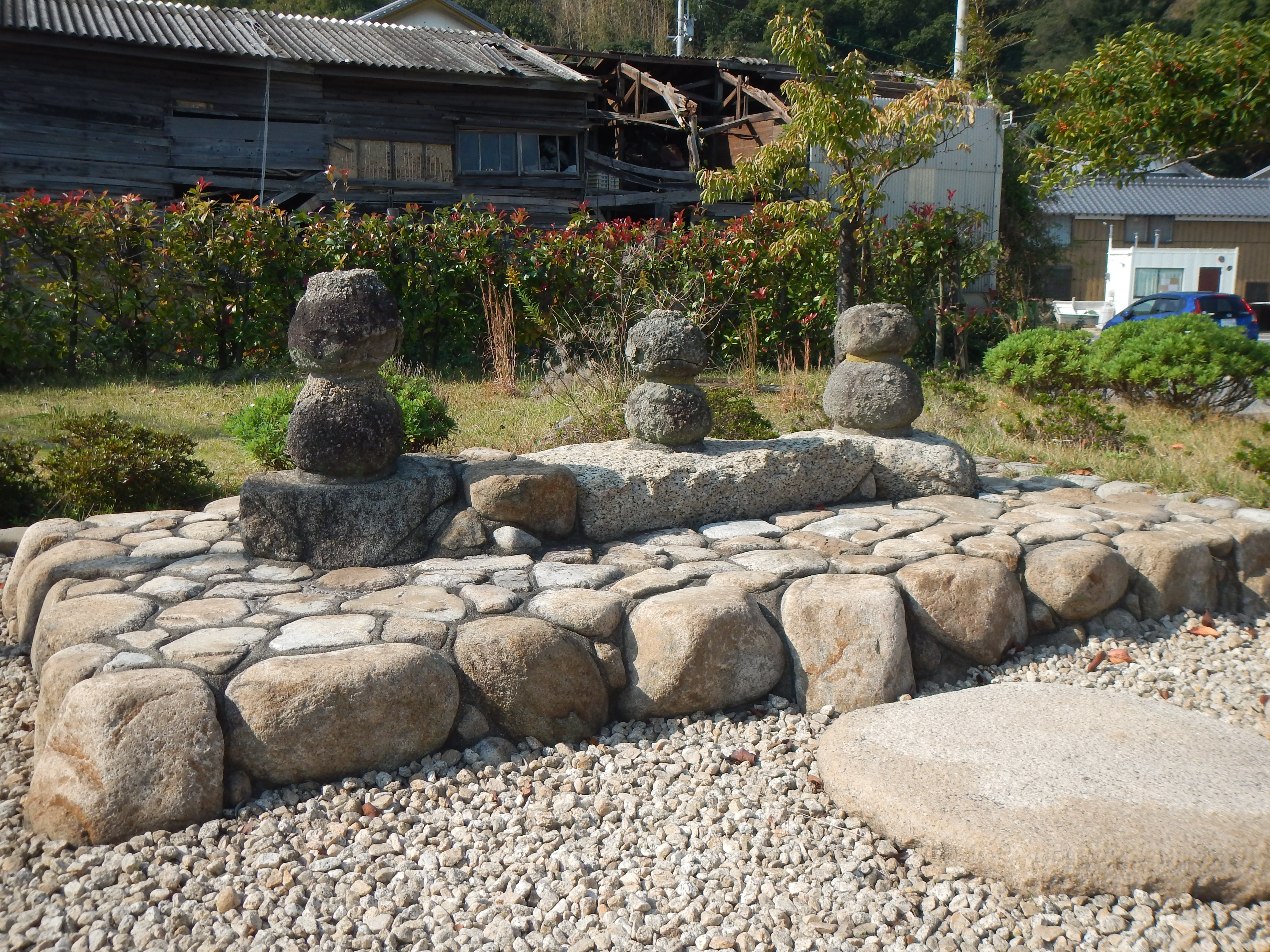
香川県三豊市詫間町にある浦島太郎親子の墓 中央が太郎の墓

香川県三豊市詫間町の西部、荘内半島はかつて「浦島」と呼ばれており、数々の浦島太郎にまつわる伝説が残されている。足利義満が浦島の三崎神社に参拝した際に
"へだてゆく 八重の汐路の浦島や 箱の三崎の 名こそしるけれ"
と詠んでいる。浦島太郎伝説に所縁があるとされる地名等は以下のものがある。
- 生里（なまり） - 與作という人がおしもさんという美しい娘を嫁にもらって住んでいた所。二人の間に生まれた男の子が浦島太郎である。太郎の生まれた里で「生里」という[132]。
- 浦島（うらしま） - 昔荘内組七浦と呼ばれていた大浜浦、積浦、生里浦、箱浦、香田浦、家の浦、粟島の七つの地区を総称して「浦島」という[133]。
- 鴨之越（かものこし）- 太郎がいじめられている亀を助けた浜辺[132]。
- 丸山島（まるやまじま）- 鴨之越の海岸にある島で、干潮時には歩いて渡ることができる。この海岸で太郎が亀を助けたとされており、丸山島に浦島神社が祀られている[134]。
- 箱（はこ） - 太郎が玉手箱を開けた場所。太郎親子の墓もある[135]。
- 積（つむ） - 宝物を積んだ太郎が竜宮城から乙姫に送られて帰り着いたとされる場所[136]。
- 糸ノ越（いとのこし） - 太郎が箱から釣糸をもって室浜へ通った所で、太郎の休んだ腰掛石もある[137]。
- 室浜（むろはま） - 太郎が竜宮から帰ってからの2、3年釣りをしていた所と言われている。不老の浜(ぶろま)とも呼ばれている[137]。
- 紫雲出山（しうでやま）- 太郎が開けた玉手箱から出た白煙が紫の雲となって、この山にたなびいたとされる[138]。
- 仁老浜（にろはま）- 太郎の母の生家「しもの家」がある地区。玉手箱を開けて白髪の老人となった太郎が、母の里で余生を送ったとされ、「仁義深い老人の浜」が仁老浜の語源とされる[139]。
- 金輪の鼻（かなわのはな）- 竜宮城で歓待を受けた後、積まで乙姫様に送ってもらった。積の海岸で別れを惜しみ、浦島太郎と堅い握手を交わした際に乙姫様が金の腕輪を落としたことから金輪の鼻と呼ばれている[140][141]。
- 姫路（ひめじ）- 粟島の地名。乙姫が太郎を里へ送り届けた後、潮流の関係で一時立ち寄ったのが元で「姫路」と呼んでいる。[134]
- 亀戎社（かめえびすしゃ）- 粟島。太郎を乗せた亀の死骸を葬った場所に建てられた社とされる。[134]
- 上天（じょうてん） - 紫雲出山の中腹にあり、太郎が昇天した場所と言われている。山頂の竜王社では旧3月15日に例祭があり、積の人たちによってお弁当の接待がされていた[142]。

#### 伝説がまとめられた経緯
詫間町荘内半島における浦島太郎伝説は諸大龍王の墓碑建立1847年（弘化4年）より前からあったとされる。荘内半島各地の地名が浦島伝説に由来するのではないかと詫間町出身の彫刻家新田藤太郎が提案し、郷土史家の三倉重太郎が半島各地の地名と伝説の関連性を調査し、物語として昭和23年にまとめた。

#### 浦島太郎を名乗る人物
観光PRのために実在の人物が浦島太郎を名乗っている。
- 初代:大西友吉(昭和23年頃から) - 浦島太郎第三十何代と称している(昭和44年没)
- 2代目:西川正一(昭和48年から)
- 3代目:山田要(昭和58年から)

#### 自治体の取り組み
町興しの一環として、浦島太郎関連のモニュメントが数多く作られている。詳細は詫間町#自治体の取り組みを参照。

### 日向の海彦・山彦神話
日向（宮崎県）には記紀以来、「海幸彦と山幸彦」の神話が伝わり、これが浦島太郎もモデルになっているといわれる。

### 南薩地域に伝わる話

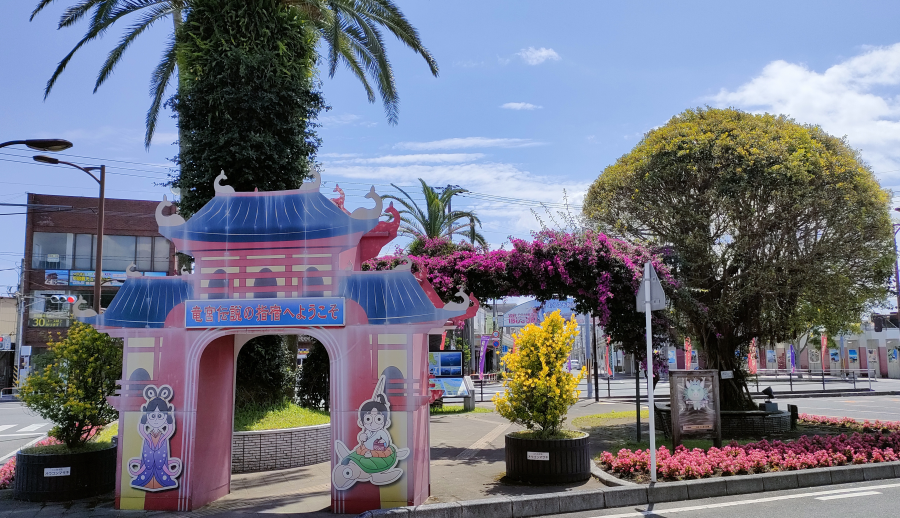
指宿駅東口広場の「竜宮伝説の指宿へようこそ」の観光宣伝

九州・薩摩半島南端の指宿市を中心とした南薩地域にも浦島伝説が伝わっており、市内長崎鼻には龍宮神社があり、指宿市が観光に利用しているだけではなく、九州旅客鉄道も「指宿のたまて箱列車」（鹿児島中央駅・指宿駅間）を運営している。南薩地域の浦島伝説で興味あるのは、鹿児島県が用意した観光客用パンフレットには「海彦と山彦」の伝説が載っており、この伝説から浦島太郎伝説への影響がありとしていて、また山彦が訪れた龍宮は琉球であるともしていて、この地域と沖縄との強い結びつきが感じられる。

### 沖縄に伝わる話
沖縄の伝承としては、『遺老説伝』の第103話「与那覇村の人竜宮に遊ぶこと」と浦島伝説との類似性が指摘される。粗筋は次のようなものである。
「南風原（はえばる）の与那覇村（よなはむら）の男が、与那久浜（よなくばま）で髢（かもじ。髪の毛）を拾う。探しているそぶりの美女に返すと感謝され、竜宮に招待したいと言われる。男が（手を）引かれて歩くと海が二つに割れて道が開け、竜宮に通じていた。その美女は神であり、男と竜宮で歓待の日々を過ごすことになる。三ヵ月ほど経つと男は故郷が恋しくなり帰郷を思い立つ。神女は、元の世を去ってからすでに三十三代経っており、男には子孫もいないと諭すが、断念させられない。そこで向かう所に道が開けるという（しかし絶対に開けてはいけない）紙包みを渡し里帰りさせる。男が郷里に帰り着くと辺りは変わり果て、自宅を指さし家族について尋ねるが、嘲笑され癩人扱いされる。なすすべなくなった男は丘に登り桑の杖を突きたてて穏作根（坐って休み）。ふと、何か良策が出るかと思って紙包みを開いたが、中に入っているのは白髪だけで、それが飛びついて体に付着すると、老爺と化し動けなくなって死んだ。地元の者が老爺をその場所に神として祀ったのが、穏作根嶽（うさんにだき）であるという。
この説話の主人公は無名だが、設定はおおむね浦島子伝説と合致する。本土のものと道具立てが異なり、玉匣（たまくしげ）は開けてはならぬ紙包みに置き変わり、その包みのなかの白髪が接触することで老化現象がおこる。
また、桑の木は、杖から生えてくるまで島には伝来していなかったとするので、神の国か伐られたものと推察できる。異話では、竜宮まで戻る道を開ける手段は、（紙包とは別に与えられた）桑の木の杖を海に投じることであった。
同系の話の分布としては、宮古島などにも伝わっている。柳田國男は、「竜宮」と南の島々のニルヤ（ニライカナイ）は同源だとみている。
『遺老説伝』にはまた、竜宮譚ではないが類似する第42話、善縄大屋子（よしなわうふやこ）の話が所収される。主人公は、出現した女性の言われるままに大亀を家に運ぶが咬まれて大怪我を負い、埋葬される。しかし実際は死して死なざる存在となったという展開である。

## ゆかりの神社仏閣

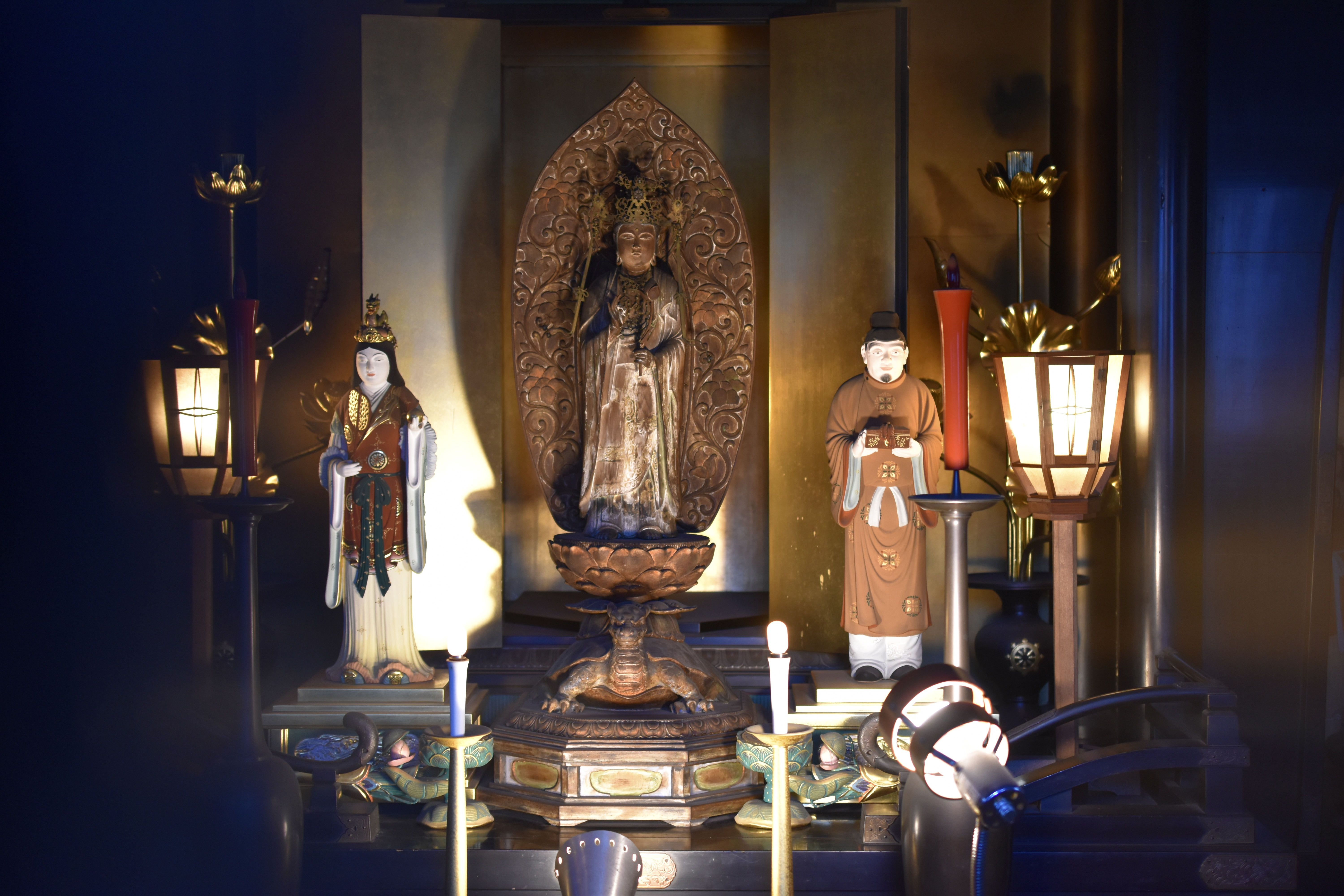
横浜・慶運寺の浦島観世音堂

- 慶運寺（神奈川県横浜市神奈川区） - 浦島太郎が竜宮城から持ち帰ったと伝わる、明治時代に焼失した観福寿寺（浦島寺）の聖観世音菩薩像を安置。浦島観世音像の左右には浦島太郎と乙姫の像が立つ。
- 浦嶋神社（京都府与謝郡伊根町） - 浦島伝説の中では最も古いとされる『丹後国風土記』逸文ゆかりの地域にある。社伝では天長2年（825年）に創建。
- 嶋児神社（京都府京丹後市網野町）[156]
- 寝覚の床・臨川寺（長野県上松町） - 寝覚の床は竜宮城から戻った浦島太郎が玉手箱を開けた場所といわれ、中央の岩の上には浦島堂が建つ。臨川寺は、浦島太郎が使っていたとされる釣竿を所蔵する。境内からは景勝寝覚の床を見下ろす。
- 知里付神社・真楽寺（愛知県武豊町） - 知里付神社には浦島太郎が竜宮城から持ち帰ったといわれる玉手箱が所蔵されている（非公開）。日照りの際の雨乞いに使われたという。また、真楽寺の境内には浦島太郎を背負った亀のものとされる墓がある。武豊町の富貴という地名は、「負亀」（オブガメ）の音読みの「フキ」が転化したものだとも言われている。

## 類話
- 『捜神後記』所収の話[注 31]。会稽の剡県に住む袁と根という男らが二人の仙女と同棲するようになるが、あるとき留守を機に帰郷を図って露見する。強いては止められず、腕嚢を渡され、開けることを禁じられる。根の家族が詮索して五重の嚢を開いてしまうと、その後、根は蒸発してしまった。それは蝉脱した（仙人となった）といわれた[157][158]。
- 『水経注』に、晋代の王質という男が山の洞窟で4人の童子が琴を弾いて歌っているのをしばらく聴いた後、家に戻るといつの間にか数十年の時がたっていたという話がある[159]。
- 唐代の薛瑩の撰による『竜女伝』。震澤の洞庭山の洞窟に茅公[月+它][注 32]という漁師が転げ落ちて竜宮にたどり着き、10日程過ごして帰参。東海竜王の第七女を主とするその竜宮に、今度は梁の武帝が羅子春兄弟を使者に遣わし、竜女より返礼として宝珠を得る。使者たちは龍に乗って瞬く間に返る。ただ、もてなしの料理は、包みを開くと石のように固くなってしまった[160]。
- 中唐時代、李朝威（中国語版）によって書かれた伝奇小説「柳毅伝（中国語版）」は若い書生柳毅が竜王の娘を助け、洞庭湖の竜王のもとに赴き、後に娘をめとって竜王となる話である。柳毅は竜王となった後、長い年月がたっても若いままであるが、それは仙薬によるものであると説明されている[161]。
- アイルランドのオシーン（英語版）が、海の乙女ニアヴ（英語版）に誘われて「常若の国（ティル・ナ・ノーグ）」で何百年かを過ごすという物語がある[注 33][162][163][164]。
- 『クルアーン』の「洞窟の章」には、アッラーフによって309年間洞窟で眠っていた男達の話がある。これは「エフェソスの7人の眠り男」と呼ばれる、ローマ帝国の迫害から逃れた人々が洞窟に閉じこめられたが、200年以上たった後、そのうちの一人の男が目覚め街に姿を現したという説話が元になっている[59]。
- 12世紀にフランス語で書かれた『ガンガモールの短詩』では、タイトルヒーローが白い猪を追跡するうちに森の最深部に入り込み美しい宮殿に行きつく。彼はそこの姫君（猪に変身していた）と結ばれ3日間楽しく過ごす。彼は親族と再会するために出発するが、姫に「人間界との境である川を渡り終えたら、飲食を控える」ようにと警告される。彼が故郷に戻ると親族は300年前に亡くなったと知る。彼が野生のリンゴの木から実を3つ取って食べると、たちまち年老いて落馬し動けなくなる。彼は最後に姫君の侍女によって女人の国にと連れ去られる[165]。

類似説話
- 山幸彦と海幸彦 - 『古事記』と『日本書紀』から、山幸彦が問題を解決するため無目籠に乗り海神の宮に行く話がある。
- 爛柯（らんか） - 中国版浦島太郎
- リップ・ヴァン・ウィンクル - アメリカ版浦島太郎
- ティル・ナ・ノーグ - ケルト神話の妖精郷「常若の国」。浦島太郎と同じく、フィアナ騎士団のオシーンなど「常若の国」に行って数百年が経過した人物の話がいくつかある。

## 翻案
- 浦島太郎 (1918年の映画)

国産アニメーション映画の創始者の一人である北山清太郎が手がけたアニメ映画。この当時はセル画などの技術が日本に伝わっていないため、半紙のような薄い紙に少しずつ動きの異なるキャラクターを描いていき、それを1枚1枚撮影するペーパーアニメーション方式で制作されていたという。
- お伽草紙（太宰治、1945年刊行）

昔話を題材とした連作中の一篇「浦島さん」。
- TARO URASHIMA（ミュージカル、2016年上演）

る・ひまわりと明治座により企画されたオリジナル作品。2016年8月に明治座で上演。脚本は池田鉄洋、演出は板垣恭一、主演は木村了。

## その他
派生用語
- ウラシマ効果
- 浦島太郎（花子）状態[注 34]

浦島にちなむ命名
- ウラシマソウ - 肉穂花序の先端部が先細りに長く伸び、次第に垂れるものを釣り竿に見立てての命名である。
- ウラシマグモ - 近縁種のオトヒメグモに対比して名付けられた。
- うらしま- 海洋研究開発機構が研究している自律型深海巡航無人探査機
- リュウグウ (小惑星)-小惑星1999 JU3の名称。小惑星探査機「はやぶさ2」が目指す目標天体の名称。小惑星のサンプルの入ったカプセルを持ち帰るミッションを「浦島太郎」が竜宮城へ行き玉手箱を持ち帰ることになぞらえて命名された。
  - ウラシマクレーター-リュウグウにあるクレーター
  - オトヒメ岩塊-リュウグウにある岩塊
- オトヒメ・トーラス - 金星にある地名。「乙姫」に由来。
- 乙姫大橋（岐阜県中津川市） - 木曽川に架かる農業用の橋。この地に伝わる乙姫伝説（浦島伝説）に由来。

他の作品での言及
- 『踊る龍宮城』
- 『うたう!大龍宮城』
- 『男はつらいよ 浪花の恋の寅次郎』

冒頭の夢のシーンで寅さんが浦島太郎になり原公が亀になる。竜宮城ではマドンナの松坂慶子が乙姫になる。
- 『ウルトラQ』第6話「育てよ！カメ」

太郎少年の夢で、育てていたゼニガメが怪獣ガメロンになり竜宮城へ向かう。乙姫はロケットに乗ったおてんば少女。龍がいた。
- 「ウラシマ」

山上たつひこの漫画作品。海底に住む残忍な性格の乙姫が、使役する巨大な海亀が人間に密漁されたことに怒り、地上人類へ復讐を企むホラー。『鬼面帝国』（秋田書店、1976年）収録。
- 劇作『洞窟の人々』（タウフィーク・アル＝ハキーム（英語版）、1933年）

『クルアーン』の洞窟の章を元にした、300年間洞窟で眠っていた男たちが、突然目覚めるという物語。作中、王女プリスカの教育係ガリヤースは、漁に出てから4世紀の後戻ってきた男の例として「ウラシマ」をあげる。
- ヴァリグ・ブラジル航空は、1960年代から1980年代にかけて、浦島太郎をモチーフにした テレビCM を放映。宣伝歌「浦島太郎」（1968年発売）は、日系人歌手のローザ・ミヤケ（ポルトガル語版）（三宅ローザ）が歌唱しており[167]、アルバム『三宅ローザ・イン・東京』『ブラジルの妖精／ローザ三宅 日本を歌う』に収録されている。